# Parque Nacional dos Campos Ferruginosos
O Parque Nacional dos Campos Ferruginosos é uma unidade conservação de proteção integral criada pelo Decreto Presidencial de 5 de junho de 2017. Esta localizado entre as cidades paraenses de Canaã dos Carajás e Parauapebas, no sudeste do estado.
O parque é formado em sua maior parte por porções de terras da Floresta Nacional de Carajás - Flona Carajás, apresentado bom estado de conservação, e o restante por áreas em diferentes estágios de conservação, englobando remanescentes de vegetação nativa e ambientes de pastagens, estes últimos alvos de um grande projeto de reflorestamento.
A criação deste parque teve como objetivos proteger a diversidade biológica das Serras da Bocaina e do Tarzan, bem como garantir a perenidade dos serviços ecossistêmicos, garantir a proteção do patrimônio espeleológico de formação ferrífera, da vegetação de campos rupestres ferruginosos, contribuindo para a estabilidade ambiental da região e contribuindo para o desenvolvimento de atividades de recreação em contato com a natureza e do turismo ecológico.

Mesmo sendo uma unidade de conservação de proteção integral, o parque sofre impactos de origens antropogênicas, destacando os incêndios florestais, que só no ano de 2017 devastou extensas áreas desta unidade de conservação.